# Том Скіннер
Том Скіннер (нар. 26 січня 1980) — англійський барабанщик, перкусіоніст і продюсер. Він був співзасновником джазового гурту Sons of Kemet і є учасником рок-гурту The Smile. Він випустив два альбоми під псевдонімом Hello Skinny. Його перший альбом під власним ім'ям вийшов у листопаді 2022 року та отримав назву Voices of Bishara.

## Ранні роки
Скіннер почав грати на барабанах у віці дев'яти років. Він насолоджувався ґранджем і метал-групами 1990-х, такими як Napalm Death, перш ніж відкрити для себе експериментальних джазових музикантів, таких як Джон Зорн і Орнетт Коулман.

## Кар'єра

### Джаз і Sons of Kemet
NPR описали Скіннера як «барабанщика, який завжди знаходить точку опори між хаосом і ясністю». Він з'явився на лондонській джазовій сцені, граючи з такими музикантами, як Фінн Пітерс, Клівленд Воткісс і Денис Батіст, а також з електронним виконавцем Меттью Гербертом. Він був учасником джазового тріо Zed-U і авангардного соул-гурту Elmore Judd.
У 2011 році Скіннер став співзасновником джазового гурту Sons of Kemet. Вони випустили чотири альбоми і оголосили про свій розпуск у 2022 році. У грудні 2020 року Скіннер разом з кількома британськими джазовими музикантами записав альбом-триб'ют Майлза Девіса London Brew. Він був випущений 31 березня 2023 року лейблом Concord Jazz.

### The Smile

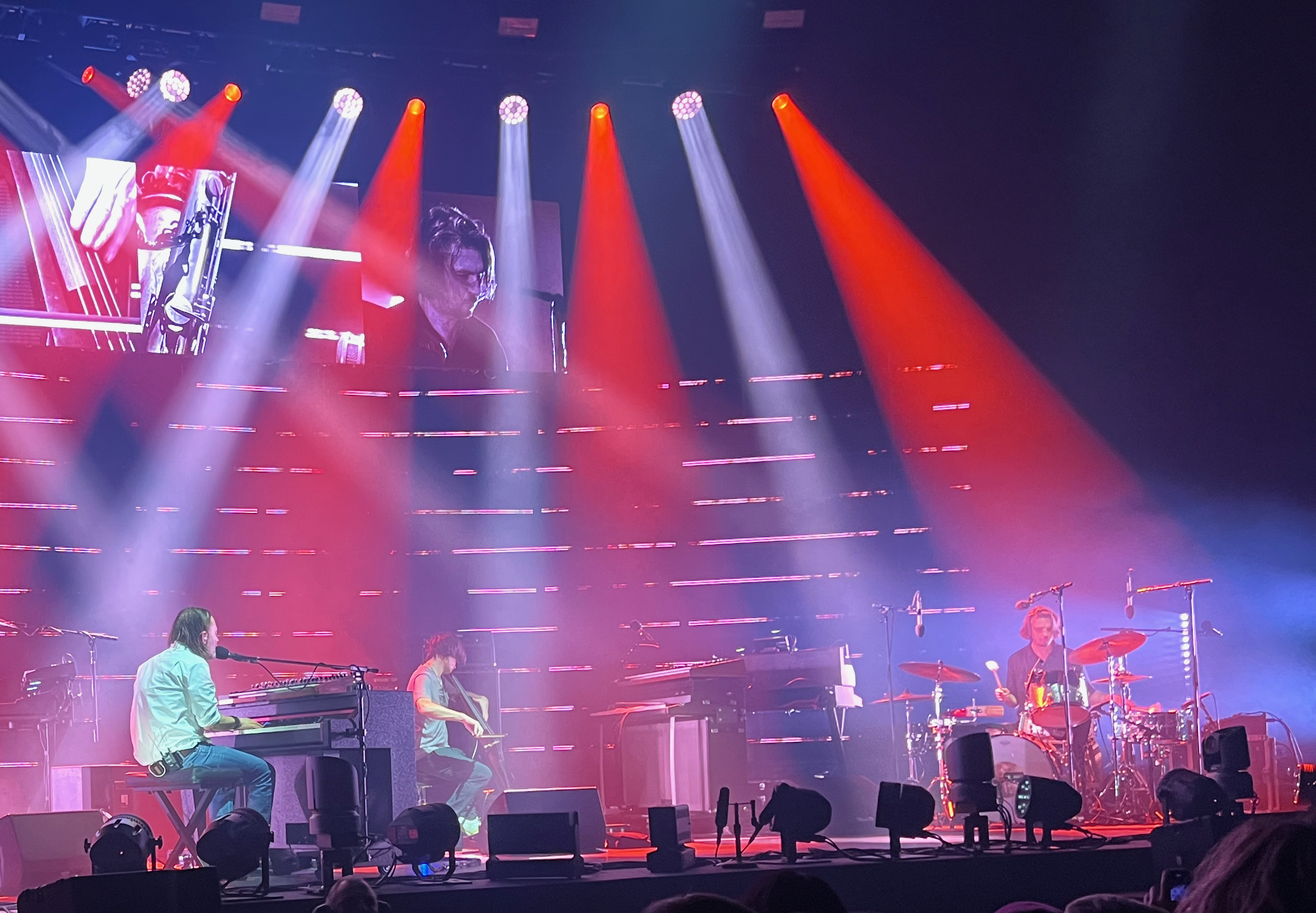
Скіннер (справа) під час виступу з The Smile у 2024 році

Скіннер вперше працював з гітаристом Radiohead Джонні Ґрінвудом, коли грав у саундтреку до фільму Майстер 2012 року. 2021 року Скіннер, Ґрінвуд і вокаліст Radiohead Том Йорк дебютували з новим гуртом The Smile. Їхній несподіваний дебют відбувся під час виступу на фестивалі Ґластонбері у травні того року.
У травні 2022 року Smile випустили свій дебютний альбом A Light for Attracting Attention і розпочали міжнародний тур. Другий альбом Smile, Wall of Eyes, вийшов у січні 2024 року, того ж року відбувся європейський тур. Третій альбом Cutouts вийшов у жовтні. Скіннер взяв участь у створенні саундтреку Йорка до фільму Confidenza 2024 року.

### Сольні роботи
Скіннер випустив два альбоми під псевдонімом Hello Skinny. 4 листопада 2022 року він випустив перший альбом під власним ім'ям — Voices of Bishara. У ньому взяли участь джазові музиканти, зокрема Шабака Гатчінгс, Нубія Гарсія, Карім Дейз і Том Герберт. Перший сингл, «Bishara», вийшов у вересні 2022 року. У травні 2024 року Скіннер випустив концертну версію Voices of Bishara.

## Особисте життя
Скіннер має двох дітей і живе на півночі Лондона.

## Дискографія

### Hello Skinny
- Hello Skinny (2012)
- Revolutions EP (2013)
- Watermelon Sun (2017)

### Том Скіннер
- Voices of Bishara (2022)
- Voices of Bishara Live at «Mu» (2024)

### Sons of Kemet
- Burn (2013)
- Lest We Forget What We Came Here to Do (2015)
- Your Queen Is a Reptile (2018)
- Black to the Future (2021)

### The Smile
- A Light for Attracting Attention (2022)
- Wall of Eyes (2024)
- Cutouts (2024)

### London Brew
- London Brew (2023)

### Floating Points
- Elaenia (2015)

### Wildflower
- Wildflower (2017)
- Love (2020)
- Better Times (2021)

### Бет Ортон
- Weather Alive (2022)[16]

### Alabaster DePlume
- Gold (2022)[17]
- Come with Fierce Grace (2023)[18]

### Owiny Sigoma Band
- Owiny Sigoma Band (2011)[19]
- Power Punch (2013)[19]
- Nyanza (2015)[19]
- The Lost Tapes (2021)[20]

### Melt Yourself Down
- Melt Yourself Down (2013)
- Live at the New Empowering Church (2014)
- Last Evenings on Earth (2016)